# 슬러리

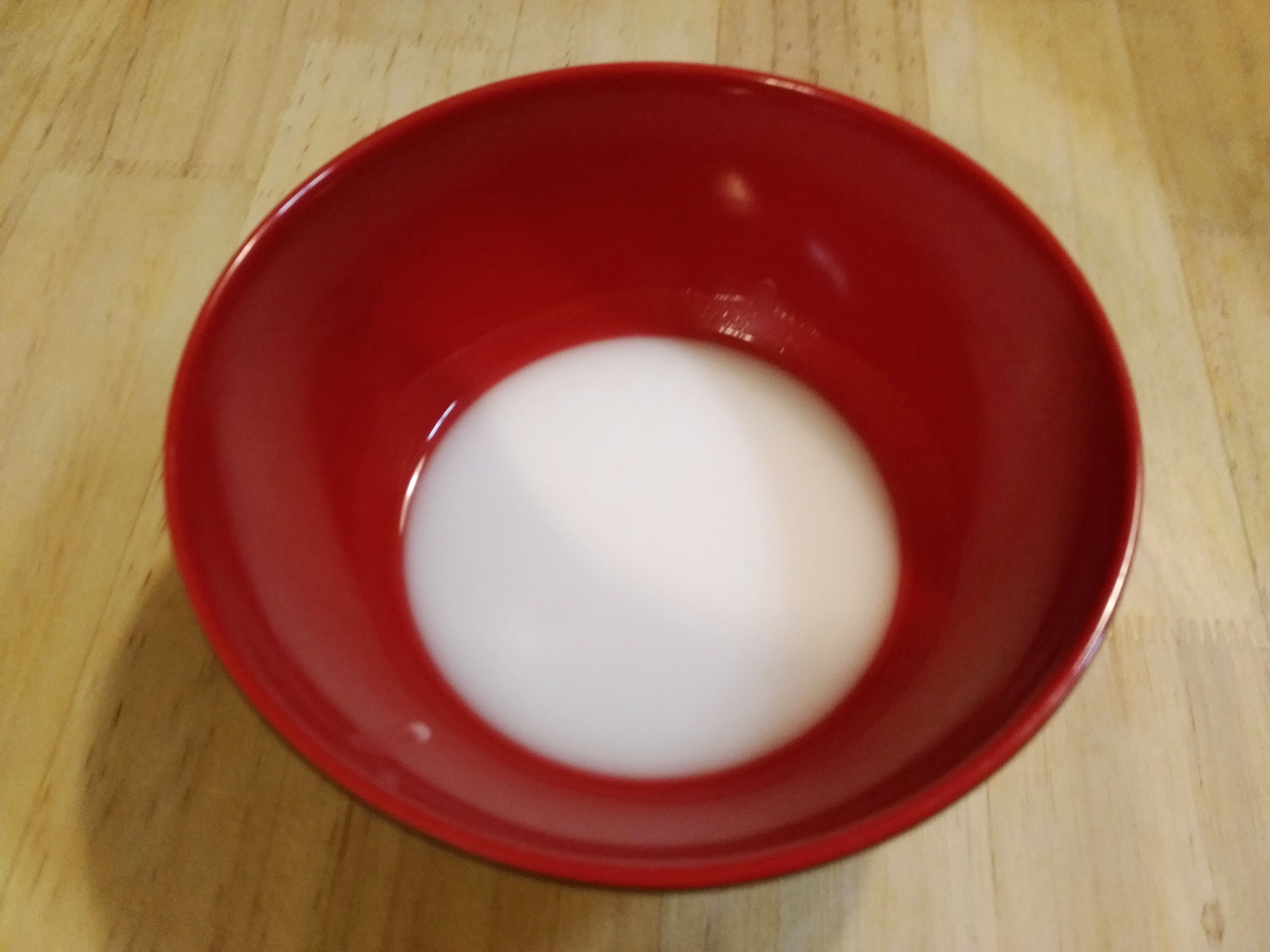
감자 분말 슬러리

슬러리(slurry)는 흙에 물이 많이 섞여서 매우 유동성이 있는 흙탕물이다.
슬러리는 액체, 일반적으로 물에 부유하는 밀도가 높은 고체의 혼합물이다. 슬러리의 가장 일반적인 용도는 고체를 운반하거나 미네랄을 분리하는 수단으로, 액체는 원심 펌프와 같은 장치에서 펌핑되는 운반체이다. 고체 입자의 크기는 1마이크로미터에서 수백 밀리미터까지 다양하다. 입자는 특정 운송 속도 이하로 가라앉을 수 있으며 혼합물은 뉴턴 유체 또는 비뉴턴 유체와 같은 움직임을 보일 수 있다. 혼합물에 따라 슬러리는 연마성이거나 부식성일 수 있다.

## 같이 보기
- 그라우트
- 빙엄 플라스틱